# Empeirodytes okazakii
Empeirodytes okazakii — викопний вид сулоподібних птахів вимерлої родини Plotopteridae. Описаний у 2020 році. Існував в пізньому олігоцені на узбережжі Східної Азії. Рештки птаха виявлені в олігоценових відкладеннях формації Ашія на півночі острова Кюсю в Японії. Голотип виявлений на острові Айносіма, а паратип на острові Каїдзіма (обидва острови знаходяться в межах міста Кітакюсю). Вид названий на честь японського палеонтолога Оказакі Осігіко, який вивчав скам'янілості хребетних, включаючи плотоптеридних птахів із формації Асія.